# Benoît Chamoux
Pour les articles homonymes, voir Chamoux (homonymie).
Pas d'image ? Cliquez ici
Benoît Chamoux, né le 19 février 1961 à La Roche-sur-Foron (Haute-Savoie) et mort le 6 octobre 1995 dans l'Himalaya, est un alpiniste français.
Il gravit dix des quatorze sommets du monde dépassant 8 000 mètres d'altitude.
Il est mort pendant l'ascension du Kangchenjunga, en compagnie de Pierre Royer et de leur sherpa Riku. Deux autres alpinistes, les Suisses Jean Troillet et Erhard Loretan, avaient atteint le sommet la veille vers 14 h 30 et un troisième, l'Italien Sergio Martini, avait renoncé. Jean Troillet, ayant appris que Chamoux et Royer avaient fait demi-tour près du sommet, les guida par radio, au matin du 6 octobre, dans la direction du col ouest, au-dessus du camp IV, puis perdit le contact. Une semaine plus tard, les conditions météo étant redevenues favorables, un avion survola plusieurs fois le sommet sans déceler une trace des trois hommes, à la suite de quoi les recherches furent définitivement abandonnées.

## Ascensions en Himalaya
Les 10 sommets himalayens de plus de 8 000 m réalisés, ainsi que deux antécimes et un plateau sommital :
- Gasherbrum II (8 036 m) le 15 juin 1985 ;
- Gasherbrum I (8 068 m) le 22 juin 1985 ;
- Antécime du Broad Peak (8 047 m) le 20 juin 1986 (ascension en 16 h). Le sommet principal n'a pas été atteint ce qui fait que cette ascension n'est pas reconnue par la communauté alpinistique[1] ;
- K2 (8 611 m) le 5 juillet 1986 (ascension en 23 heures depuis le camp de base)[3] ;
- Nanga Parbat (8 125 m) le 7 juillet 1987 ;
- Annapurna (8 091 m) le 10 mai 1988 (face Sud) ;
- Manaslu (8 183 m) le 12 mai 1989 (face Sud) ;
- Plateau du Cho Oyu (8 201 m) le 30 avril 1990. Le sommet principal n'a pas été atteint ce qui fait que cette ascension n'est pas reconnue par la communauté alpinistique[1] ;
- Pic central du Shishapangma (8 013 m) le 12 mai 1990. Le sommet principal n'a pas été atteint ce qui fait que cette ascension n'est pas reconnue par la communauté alpinistique[1] ;
- Everest (8 849 m) le 29 septembre 1992 ;
- Dhaulagiri (8 167 m) le 6 octobre 1993 ;
- Lhotse (8 516 m) en 1994 ;
- Makalu (8 463 m) le 7 mai 1995.

## Œuvre
- Benoît Chamoux et Marc Maisonneuve, Le Vertige de l'infini, Albin Michel, 1988 (ISBN 978-2-226-03481-6)
- Benoît Chamoux, Everest moins 2 mètres, Initiative, 1993 (ISBN 978-2-9507758-0-1)
- Benoît Chamoux, Benoît Chamoux, Petit Prince de l'Himalaya, Solar, 1998 (ISBN 978-2-263-02528-0)

## Citations
« Le bonheur dans la vie c'est de savoir qu'il y a toujours des cimes à atteindre et des sommets à conquérir. »

— Benoît Chamoux[réf. souhaitée]

« Physiquement, psychologiquement atteint par ces disparitions successives, j'en viens à trouver absurde de grimper. Mais de cette sorte de travail de deuil, je sors régénéré. Animé d'une énergie nouvelle j'entrevois que si certains meurent pour une montagne, c'est que cela doit être incroyablement nécessaire pour eux d'aller là-haut. S'ils ont essayé de le faire c'est que cela en vaut la peine. Ce que l'on va chercher en montagne m'apparaît toujours déraisonnable, mais tellement humain. »

— Benoît Chamoux[réf. souhaitée]